# Semilla de loto
La semilla de loto, entendiendo como tal a las plantas del género Nelumbo y especialmente la especie Nelumbo nucifera, es de gran importancia en la gastronomía de Asia, usándose extensivamente en la medicina tradicional china y en los postres chinos. Suele venderse seca y con cáscara. Las semillas frescas son relativamente raras en los mercados salvo en las zonas de producción, donde a veces se venden crudas como aperitivo.

## Tipos
Puede encontrarse dos tipos de semilla loto comercialmente: la de piel marrón y la de piel blanca. La primera se cultiva cuando la cabeza de semillas del loto está madura o casi madura, y la segunda cuando aún está verde, pero con las semillas completamente desarrolladas. A la semilla blanca se le retiran la cáscara y la membrana. El germen amargo de la semilla también se retira en el momento de la cosecha usando una aguja hueca, aunque puede quedar algo en la semilla por descuido. La semilla de piel marrón debe su color a que la semilla madura se adhiere a su membrana. Esta variedad suele romperse por la mitad para retirar el germen, ya que es demasiado dura como para emplear la aguja.
Las semillas de loto secas pasadas se oxidan adquiriendo un color marrón amarillento. Sin embargo, el color no es necesariamente una señal de frescura ya que los vendedores de semillas de loto secas pueden blanquear el producto con agua oxigenada, soda cáustica o productos químicos más tóxicos.

## Usos

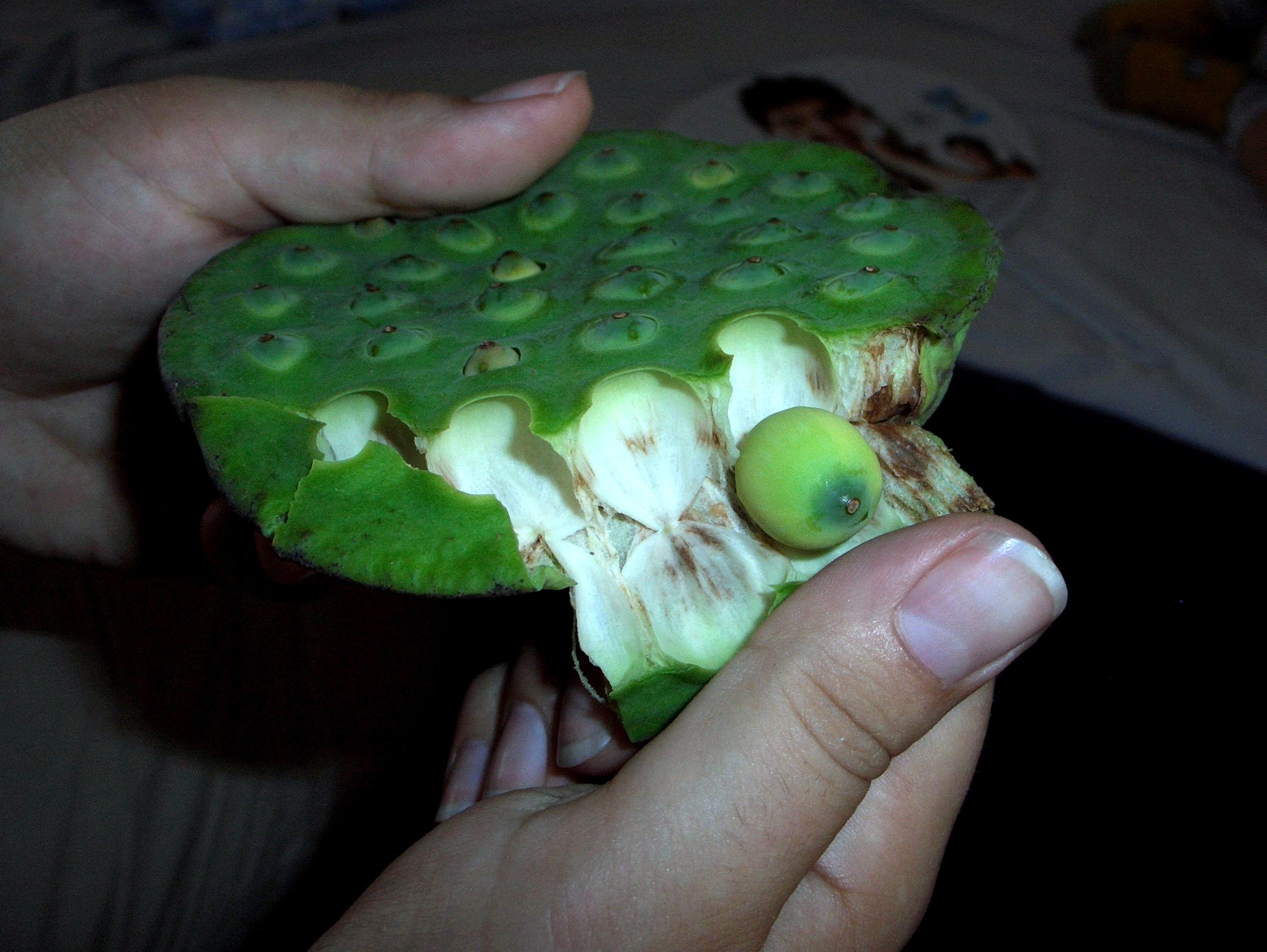
Comiendo semillas de loto frescas de una cabeza de semillas de loto (Nelumbo).

Las semillas de loto secas que se venden envasadas o a granel en muchos supermercados asiáticos. Deben remojarse primero en agua toda la noche antes de usarse, por su dureza. Entonces pueden añadirse directamente a sopas y congees, o usarse en otros platos.
Las semillas de loto frescas se venden en las cabezas de semillas de la planta y se consumen extrayendo las semillas individuales. La cáscara blanda y gomosa que rodea cada semilla debe retirarse antes de tomarla.
Las semillas de loto cristalizadas (en chino, 蓮子糖), hechas secando semillas de loto cocidas en almíbar, son un aperitivo chino popular, consumido especialmente por el año nuevo chino.
El uso más común de la semilla de loto es en forma de pasta de semilla de loto (蓮蓉), que se usa mucho en los pasteles chinos. Esta pasta también se emplea en la cocina japonesa, como ingredientes de dulces y otros postres.

### Medicina tradicional china
Cuando se cocinan en sopas claras, a las semillas de loto se le atribuye en la medicina tradicional china el poder de ‘aclarar el calor’ (清熱), considerándose especialmente nutritivas y reconstituyentes, lo que puede explicar la preponderancia de su uso en la cocina china.
El germen amargo seco de la semilla de loto también puede encontrarse a la venta como tisana reconstituyente (蓮子心茶).